# Tata (Marocco)
Tata (in arabo طاطا‎?, in berbero: ⵟⴰⵟⴰ) è una città del Marocco, capoluogo della provincia omonima, nella regione di Souss-Massa.
La città è anche conosciuta come Tatta.